# Шамблі (футбольний клуб)
ФК «Шамблі Уаза» (фр. Football Club de Chambly Oise) — французький футбольний клуб з міста Шамблі, заснований у 1989 році. Виступає в Лізі 2. Домашні матчі приймає на стадіоні «Стад де Маре», потужністю 3 012 глядачів.

## Попередні назви
- 1989—2006 — «Шамблі»;
- 2006—2016 — «Шамблі Телль»;
- з 2016 — «Шамблі Уаза».